# Bartók Glacier
Bartók Glacier är en glaciär i Antarktis. Den ligger i Västantarktis. Argentina, Chile och Storbritannien gör anspråk på området. Bartók Glacier ligger 736 meter över havet.
Terrängen runt Bartók Glacier är huvudsakligen kuperad, men åt nordväst är den platt. Trakten är obefolkad. Det finns inga samhällen i närheten.